# هارولد واو يفيسون
هارولد واو يفيسون (بالإنجليزية: Harold F. Levison )‏ (و. 1959 – م) هو عالم فلك، وعالم الكواكب من الولايات المتحدة الأمريكية . ولد في فيلادلفيا، بنسيلفانيا .

## التعليم
تعلم في كلية فرانكلين ومارشال ‏

## مناصب وهيئات
أدار مؤسسة البحث الجنوبية الغربية.